# Turó de la Rovira (Barcelona)
El Turó de la Rovira és una muntanya de 262 msnm que s'eleva sobre el Pla de Barcelona. És considerat un dels set turons de Barcelona, xifra presa per imitació dels set turons de Roma.

## Geografia
El Turó de la Rovira és al Districte d'Horta-Guinardó, formant part de la petita serralada dels Tres Turons (Turó de la Rovira, Turó del Carmel i Creueta del Coll). La formació geomorfològica dels Tres Turons correspon a les darrers contraforts de la Serralada Litoral, Collserola, abans del canvi de pendent vers la plana, que configura el Pla de Barcelona. Aquest seguit de turons, d'entre 180 i 260 metres d'altitud, estan formats per roques del silurià al Carbonífer, de l'època paleozoica. Són pissarres i esquistos, assentats sobre un basament granític, clarament dominant en aquest sector. Aquest nucli granític, molt dur i compacte, es descompon força quan es troba en contacte amb l'aire, esdevenint una mena de sorra gruixuda, anomenada sauló. A la zona també trobem nivells de l'època secundària, on predominen les calcàries dolomítiques, els gresos i les argiles vermelles.
Aquest turó forma part de les serres del Tibidabo, amb una alçada de 267; té una forma allargada en direcció nord-est a sud-oest i 300 metres de longitud per 65 metres d'amplada mitjana. El seu cim presenta una superfície plana. La seva composició geològica consisteix en calcàries paleozoiques i pissarres silúriques. Fou precisament l'aprofitament d'aquestes calcàries el que va donar origen a la pedrera de Can Baró, situada al sud del cim. Aquesta agrupació de muntanyes, anomenada també els Serrats de la Rovira, està configurada per més elevacions que les tres que donen nom al Parc dels Tres Turons. En total són un grup de set cims: Turó de la Trinitat, Turó de la Peira, Turó de la Rovira, Turó del Carmel, la Creueta del Coll, el Putget i el Turó de Monterols. Entre aquestes petites muntanyes i Collserola existeix una gran falla travessera, fet que explicaria aquesta formació. Al vessant de mar, aquest serrat forma un pendent molt accidentat. Aquesta caiguda important ha fet pensar que també pot ser fruit d'una altra falla en aquest indret, però aquesta hipòtesi de moment no ha estat confirmada.
La morfologia dels turons ha canviat al llarg del temps, d'una banda, per la mateix acció natural, l'erosió dels vessants i l'arrossegament de materials, i per l'altra per l'acció antròpica. L'home ha transformat el paisatge pel conreu i l'ocupació de la muntanya, però també, especialment en aquest cas, per l'acció de les diverses pedreres i mines que varen anar buidant la muntanya, com va passar igualment a la muntanya de Montjuïc. Les pedreres han fet canviar molt la fisonomia dels turons, i ara és difícil poder saber com eren de forma totalment certa a l'antiguitat.

## Etimologia
El topònim “Rovira” prové del mot roureda. En alguns casos, per confusió o tradició popular, s'ha emprat
“rovira” com rubina o fang vermellós provocat per les riuades durant les pluges fortes. Com a cognom té origen a Cardona, Solsona i Girona, des d'on aquest cognom s'ha escampat per tot Catalunya i també per València, Alacant i Mallorca. Es desconeix si hi ha hagut un propietari del cim amb el cognom “Rovira”. Com a hipòtesi del seu origen, per l'aprofitament de la
pedra calcària i l'òxid de ferro que desprèn el cim, popularment podrien haver-lo anomenat el Turó de “la Rovira”, fent referència a la tonalitat vermellosa de la muntanya.

## Història

### Poblat ibèric
Des de començaments del segle xx es coneixia l'existència al Turó de la Rovira d'un poblat ibèric, que es creu que va ser habitat entre els segles iv i els inicis del i aC. L'obertura de carrers, la construcció de cases i la instal·lació de les bateries antiaèries han fet desaparèixer aquestes restes ibèriques, incloses a l'Inventari del Patrimoni Arqueològic i Paleontològic de Catalunya.

### Bateries antiaèries
Per fer front als bombardejos que sofrí Barcelona durant la guerra civil espanyola a partir del febrer de 1937, les autoritats militars republicanes decidiren instal·lar unes bateries antiaèries al cim del turó, ocupat anteriorment per una finca coneguda com a Peñasco o El Castell. La construcció dels antiaeris es dugué a terme l'any 1938 i s'hi col·locaren quatre canons Vickers 105 mm i altre armament defensiu.

### Barraquisme
La creixent immigració de la postguerra va comportar l'aixecament de grans poblats de barraques a tot Barcelona (Pekín, Somorrostro, Camp de la Bota, Montjuïc, etc.), que a finals de la dècada de 1950 van arribar al seu punt màxim amb una població d'entre 70.000 i 100.000 persones. Una part d'aquests habitatges precaris se situaren al voltant a tres enclavaments als voltants del Turó de la Rovira: Raimon Caselles (135 barraques), Francisco Alegre (306) i «los Cañones» (150). Aquest darrer grup aprofità les diferents construccions dels antiaeris, com els llocs de comandament, les sales d'oficials o el dormitori, i perdurà fins al 1990, quan el barraquisme fou definitivament erradicat al districte d'Horta-Guinardó.

### Rehabilitació
El 2006 un camp de treball internacional va iniciar la tasca de recuperació de l'antic búnquer. Així, durant les campanyes dels anys 2007-2008 es van recuperar, principalment, tres sales de recanvis, polvorins i el lloc de comandament, que estaven reomplerts de runa provinent de l'enderrocament de les barraques. A més, es va poder netejar l'entorn més immediat del complex militar, així com les plataformes de tir on se situaven els canons i el camí d'accés al cim del turó. Els camps de treballs es van coordinar amb diverses activitats lúdiques per als participants organitzades per la Fundació Escolta Josep Carol. L'objectiu era afavorir la recuperació de la memòria històrica al mateix temps que es convertia la zona en un espai dinamitzador dels barris.
El 2010 s'inicià el procés de restauració, consolidació i adequació de les estructures existents al cim del turó. Com a testimoni de la importància de la parcel·lació de la zona, es va restaurar el mur de tanca visible en alguns trams de l'antiga finca del Castell. L'adequació d'aquest espai va permetre la recuperació de les estructures militars netejant i consolidant el formigó encofrat. Per l'escassetat de les restes de barraques, es va veure la necessitat de consolidar les estructures davant el perill de desaparèixer. El 27 de març de 2011 s'inauguraren les obres de neteja i adequació de tota aquesta zona per fer-la més accessible, recuperant-ne la memòria.

## Intervencions arqueològiques
A mitjans de 1931, sota el patrocini de l'Institut d'Estudis Catalans i la direcció de l'arqueòleg Josep Colominas i Roca, del Servei d'Investigacions Arqueològiques de la Generalitat de Catalunya, s'hi van realitzar els primers reconeixements en el Turó de la Rovira. Es descobrí part de la muralla i de les portes d'accés, així com 44 sitges amb material arqueològic de força interès, pertanyents a un poblat ibèric, de tipus laietà. L'any 1932 es va realitzar una excavació extensiva de tot el cim del turó, a l'indret conegut com a Turó d'en Bassols.
Treballs arqueològics realitzats al 2012 a l'actual Hospital de Sant Pau van trobar un conjunt de sitges ibèriques amb diverses restes ceràmiques que daten entre els segles iii i i aC, que s'ha interpretat com un espai d'emmagatzematge, possiblement vinculat al poblat ibèric del turó de la Rovira.
Des del mes de novembre de 1990 fins al mes de febrer de 1993 es dugué a terme, a intervals espaiats, un seguiment arqueològic de les obres de repoblament forestal i d'urbanització del turó. La primera fase a l'any 1990, dirigida per l'arqueòloga Teresa Reyes i Bellmunt, fou motivada en primer lloc per l'obertura d'un vial entre els carrers de Marià Labèrnia i Mühlberg i, posteriorment, per l'enderroc de les barraques que s'estenien per tot el vessant sud del turó. Es va confirmar la presència del poblat ibèric, on es va recollir un conjunt de materials molt fragmentats procedents del vessant sud, que abasten una cronologia dels segles iv-iii aC.
Pel que fa a la segona fase entre els anys 1992-1993, dirigida per Teresa Reyes Bellmunt i Anna Monleón i Esterli, abastà la pràctica totalitat de les àrees no edificades del cim del turó, així com els seus vessant sud i est. Es van documentar troballes de material ceràmic al vessant i algunes estructures de l'assentament ibèric consistents en dos murs solidaris, que formaven part de l'angle d'una de les estances del poblat, ubicada a l'interior del recinte fortificat. També es va documentar una sitja, conservada a poc més de la meitat de la seva alçada original, que forma part del conjunt excavat el 1931 per l'Institut d'Estudis Catalans i que restava intacta.